# Ya nunca más (álbum)
Ya Nunca Más é a trilha sonora do filme de mesmo de nome interpretada pelo cantor mexicano Luis Miguel. Assim como o filme, a trilha sonora foi lançada em 1984.

## Faixas
| N.º            | Título                           | Duração |  |
| 1.             | "Ya Nunca Más"                   | 2:29    |  |
| 2.             | "La Juventud"                    | 2:39    |  |
| 3.             | "Juego de Amigos (Instrumental)" | 2:32    |  |
| 4.             | "Mamá, Mamá"                     | 3:07    |  |
| 5.             | "Juego de Amigos"                | 2:41    |  |
| 6.             | "La Juventud (Instrumental)"     | 2:39    |  |
| 7.             | "Ora Pro Nobis"                  | 3:42    |  |
| 8.             | "Ya Nunca Más (Instrumental)"    | 2:39    |  |
| Duração total: | Duração total:                   | 20:68   |  |